# Ma Ke
Ma Ke (Changchun, 1971) is een Chinees modeontwerpster.

## Leven
Ma studeerde in 1992 af aan het Suzhou-instituut voor Zijdetechnologie in de Oost-Chinese provincie Jiangsu. Daarna werkte ze bij kledingbedrijven in Kanton en Hongkong. Ze werd in deze tijd al een van de tien beste kledingontwerpers van China genoemd.

### Exception de Mixmind
Omdat ze als werknemer van louter op winst beluste bedrijven moeite had haar eigen ideeën uit te voeren, besloot ze in 1996 in Kanton voor zichzelf te beginnen met het confectiekledingmerk Exception de Mixmind, waarmee ze zich richt op de Chinese markt. Met de verwijzing naar Exception zet ze zich af tegen de manier waarop modellen gewoonlijk op de catwalk worden gepresenteerd.

### Wuyong
In 2006 vertrok ze naar Zhuhai waar ze met haar tweede merk Wuyong begon, in dit geval in haute couture. Met dit merk wilde ze iets creëren dat sociaal nut had en minder gericht was op de potentie in de markt. Wuyong betekent nutteloos.
In 2007 was ze de tweede Chinese ontwerper die voor de Week van de haute couture in Parijs werd uitgenodigd. Hier maakte ze van de gelegenheid gebruik om een anti-modestatement neer te zetten met haar merk Wuyong. De mode werd geshowd in de tuinen van het Palais-Royal door 26 modellen die varieerden in leeftijd van 8 tot 75 jaar oud, kleding die Ma Ke enige tijd in de aarde had begraven. Het tijdschrift Paris Match noemde haar een groot talent.
Ook het jaar erop presenteerde ze haar kleding in Parijs, deze keer met de show Luxurious Qingpin (Luxueuze Eenvoud). In de tuin van Musée du Petit Palais droegen 39 yogabeoefenaars handgemaakte katoenen kleding.

## Onderscheidingen
Ma werd meermaals onderscheiden, waaronder als Beste modeontwerper van de nieuwe generatie tijdens het Shanghai International Fashion Culture Festival en als Beste origineel ontwerper tijdens de uitreiking van de Pekingse China Fashion Designer Awards, beide in 2005. In 2007 ontving ze uit Hongkong de Elle Style Award voor Beste Aziatische modeontwerper.
In 2008 werd ze onderscheiden met de Prins Claus Prijs in het thema Cultuur en menselijk lichaam. Het Prins Claus Fonds roemde haar om "haar buitengewone vakmanschap en de schoonheid van haar werk, haar aandacht voor de complexe interactie tussen kleding, cultuur en het lichaam en om het stimuleren van sociaal, cultuur- en milieubewust ontwerpen en produceren."